# Lorna Johnstone
Hilda Lorna Johnstone (née le 4 septembre 1902 à York, morte le 18 mai 1990) est un cavalière britannique de dressage.

## Carrière
Treize fois championne nationale de dressage, elle aurait pu être aux Jeux Olympiques d'été de 1948 et de 1952 si les femmes avaient été autorisées à y prendre part.
Elle participe aux Jeux olympiques d'été de 1956, 1968 et 1972 où, à 70 ans, elle devient le participant le plus âgé pour le Royaume-Uni et la plus vieille participante aux Jeux Olympiques. Sa meilleure performance est une cinquième place dans l'épreuve par équipe en 1968.